# Księga Bram

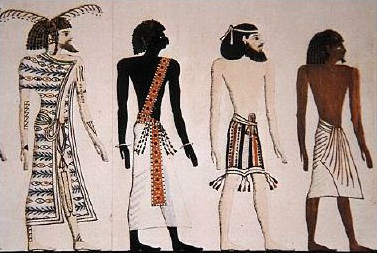
Cztery narody świata: Libijczycy, Nubijczycy, Semici/Azjaci oraz Egipcjanie. Obraz na podstawie malowidła na murze grobowca faraona Setiego I.

Księga Bram to święty tekst staroegipski datujący się z czasów Nowego Państwa. Opisuje ona przejście duszy nowozmarłego do następnego świata, podobne do przejścia słońca przez świat podziemia w czasie nocy. Od duszy wymagane jest przejście przez szereg "bram", z których każda związana jest z inną boginią. Dusza musi rozpoznać poszczególne boginie. Tekst sugeruje, że niektórzy ludzie przejdą bez przykrości, ale inni będą przechodzić męki w jeziorze ognia.
Boginie wymieniane w Księdze Bram mają różne tytuły i noszą różne ubrania, ale w pozostałych aspektach są identyczne. Mają one wszystkie pięcioramienne gwiazdy ponad swoimi głowami. Większość z tych bogiń pojawia się wyłącznie w Księdze Bram, i nie występuje nigdzie indziej w mitologii egipskiej.
Szeroko znana część Księgi Bram pokazuje rasy człowieka znane Egipcjanom, a które dzisiaj konwencjonalnie określa się jako Egipcjanie, Semici (lub Azjaci), Libijczycy, oraz Nubijczycy. Pokazani są oni w procesji wchodzenia do świata zmarłych.
Tekst i obrazy związane z Księgą Bram pojawiają się w wielu grobowcach Nowego Państwa, na przykład faraonów Horemheba, Ramzesa I, Ramzesa VII oraz rzemieślnika Sennedjema.

## Tytuły bogiń
| Godzina | Tytuł bogini                          | Wyjaśnienie tytułu |
| ------- | ------------------------------------- | ------------------ |
| 1       | Ta, która rozszczepia głowy wrogów Ra |                    |
| 2       | Mądry strażnik Pana                   |                    |
| 3       | Ta, która przecina (duszę egipską) Ba |                    |
| 4       | Ta, która posiada wielką moc          |                    |
| 5       | Ona, która jest w swojej łodzi        |                    |
| 6       | Przywódca pełny sukcesu               |                    |
| 7       | Ta, która odpycha węża                |                    |
| 8       | Pani nocy                             |                    |
| 9       | Ta, która adoruje                     |                    |
| 10      | Ta, która obcina głowy rebeliantom    |                    |
| 11      | Ta, która odpycha rebeliantów         |                    |
| 12      | Ta, która niesie świadectwo Ra        | Poranek            |